# Disko-76 Qeqertarsuaq
Disko-76 Qeqertarsuaq ist ein grönländischer Fußballverein aus Qeqertarsuaq.

## Geschichte
Disko-76 Qeqertarsuaq wurde 1976 gegründet. Der Vereinsname bezieht sich auf die Diskoinsel, auf der Qeqertarsuaq liegt.
Für 1984 ist erstmals eine Teilnahme an der Grönländischen Fußballmeisterschaft überliefert. Dabei qualifizierte sich die Mannschaft für die Schlussrunde, zog ins Halbfinale und schließlich ins Finale ein, das sie jedoch verlor. Im Folgejahr nahm Disko-76 ebenfalls an der Schlussrunde teil, gewann erneut das Halbfinale und musste sich dann ein weiteres Mal im Finale geschlagen geben. 1986 erreichte die Mannschaft ebenfalls die Schlussrunde, wurde diesmal aber Letzter. 1987 gelang die Qualifikation für das Halbfinale, das wie das folgende Spiel um Platz 3 verloren wurde. 1988 nahm die Mannschaft nicht an der Schlussrunde und konnte sich auch 1989 nicht qualifizieren. Im Folgejahr gelang die Qualifikation wieder und die Mannschaft wurde Vierter. 1991 verpasste Disko-76 die Qualifikation knapp. 1992 konnte sich die Mannschaft wieder qualifizieren, wurde dann aber punktlos Gruppenletzter und erreichte letztlich Platz 5. 1993 wurde der Verein Letzter der Qualifikationsgruppe der Diskobucht. 1995 verpasste die Mannschaft die Qualifikation nur knapp, bevor sie im Folgejahr wieder gelang, als sie schließlich Platz 3 belegte. Die nächste Qualifikation gelang 1999 und Disko-76 erreichte in der Schlussrunde Platz 5. Von 2000 bis 2002 verpasste die Mannschaft dreimal in Folge die Qualifikation, bevor sie 2003 den letzten Platz in der Schlussrunde belegte. Für die folgenden Jahre ist meist nicht bekannt, ob der Verein an der Meisterschaft teilnahm. Ab 2010 verzichtete Disko-76 Qeqertarsuaq auf eine Teilnahme. In dieser Zeit war der Lokalrivale G-44 Qeqertarsuaq äußerst erfolgreich. Erst 2018 nahm Disko-76 wieder an der Meisterschaft teil, konnte sich aber wie 2020 nicht qualifizieren.

## Platzierungen bei der Meisterschaft
- 1976: unbekannt
- 1977: unbekannt
- 1978: unbekannt
- 1979: unbekannt
- 1980: unbekannt
- 1981: unbekannt
- 1982: unbekannt
- 1983: unbekannt
- 1984: Platz 2 (von 6)
- 1985: Platz 2 (von 8)
- 1986: Platz 6 (von 6)
- 1987: Platz 4 (von 8)
- 1988: unbekannt
- 1989: nicht qualifiziert
- 1990: Platz 4 (von 6)
- 1991: nicht qualifiziert
- 1992: Platz 5 (von 6)
- 1993: nicht qualifiziert
- 1994: unbekannt
- 1995: nicht qualifiziert
- 1996: Platz 3 (von 8)
- 1997: nicht qualifiziert
- 1998: unbekannt
- 1999: Platz 5 (von 8)
- 2000: nicht qualifiziert
- 2001: nicht qualifiziert
- 2002: nicht qualifiziert
- 2003: Platz 8 (von 8)
- 2004: unbekannt
- 2005: unbekannt
- 2006: unbekannt
- 2007: unbekannt
- 2008: unbekannt
- 2009: nicht qualifiziert
- 2010: nicht teilgenommen
- 2011: nicht teilgenommen
- 2012: unbekannt
- 2013: unbekannt
- 2014: nicht teilgenommen
- 2015: nicht teilgenommen
- 2016: nicht teilgenommen
- 2017: nicht teilgenommen
- 2018: nicht qualifiziert
- 2019: unbekannt
- 2020: nicht qualifiziert
- 2021: teilgenommen (nicht ausgetragen)
- 2022: unbekannt
- 2023: unbekannt